# Date Yasumune
Date Yasumune (伊達泰宗?; Tokyo, 9 febbraio 1959) è un politico giapponese, attuale capo del clan Date..

## Biografia
Nato e cresciuto a Tokyo, Yasumune, a seguito della morte del padre Sadamune, si spostò a Sendai, nella prefettura di Miyagi.
Nel 1987, fu responsabile della supervisione di Dokugyu Ryu Masamune, spettacolo d'intrattenimento della NKH Taiga che tratta della vita di Date Masamune. Inoltre, nel 1994, tenne una cerimonia del tè di riconciliazione dopo 398 anni con il decaduto clan Asano di Hiroshima, rimasto isolato durante il periodo Azuchi-Momoyama.
Yasumune è uno specialista della storia qualificato come curatore, e lavora anche al restauro del patrimonio storico legato alla famiglia Date. È stato attivo in molte posizioni, tra cui direttore del Museo Zuihoden, direttore di Date Taiyama Bunko e direttore della Tohoku Broadcasting Culture Corporation.

## Famiglia
|                 |   |   | Genitori |  |  | Nonni |  |  | Bisnonni |  |
|                 |   |   |          |  |  | …     |  |  | …        |  |
|                 |   |   |          |  |  | …     |  |  | …        |  |
|                 |   | … |          |  |  | …     |  |  |          |  |
| Date Sadamune   |   |   |          |  |  | …     |  |  |          |  |
|                 |   | … | …        |  |  |       |  |  |          |  |
|                 |   | … | …        |  |  |       |  |  |          |  |
|                 |   | … | …        |  |  |       |  |  |          |  |
| Date Yasumune   |   | … |          |  |  |       |  |  |          |  |
|                 | … | … |          |  |  |       |  |  |          |  |
|                 | … | … |          |  |  |       |  |  |          |  |
|                 | … | … |          |  |  |       |  |  |          |  |
| Onodera Toshiko | … |   |          |  |  |       |  |  |          |  |
|                 |   | … | …        |  |  |       |  |  |          |  |
|                 |   | … | …        |  |  |       |  |  |          |  |
|                 |   | … | …        |  |  |       |  |  |          |  |
|                 |   | … |          |  |  |       |  |  |          |  |